# Umm Ruwak
Umm Ruwak (arab. أم رواق) – miejscowość w Syrii, w muhafazie As-Suwajda. W 2004 roku liczyła 1296 mieszkańców.